# Cnemidophorus sexlineatus
Cnemidophorus sexlineatus és una espècie de sauròpsid (rèptil) escatós de la família Teiidae. Es troben entre els llangardaixos més ràpids del món. En distàncies curtes poden aconseguir velocitats de 30 km/h.

## Descripció
Tenen el cos fi i la cua molt llarga. Viuen en les prades, dunes de sorra i llocs oberts del centre-est dels EUA.
Depenen exclusivament de la seva velocitat per lliurar-se de les amenaces.
Aquesta espècie té particular interès entre els científics, perquè la majoria dels seus exemplars són femelles i poden reproduir-se sense haver d'aparellar-se, per partenogènesi.

## Subespècies
Hi ha tres subespècies reconegudes de C. sexlineatus:
- Cnemidophorus sexlineatus sexlineatus (Linnaeus, 1766)
- Cnemidophorus sexlineatus stephensae (Trauth, 1992)
- Cnemidophorus sexlineatus viridis (Lowe, 1966)